# Президент на Ирландия
Президентът на Ирландия (на ирландски: Uachtarán na hÉireann, на английски: Presidents of Ireland) е държавният глава на страната. Той се избира на всеки седем години, като има право и на едно преизбиране.

## История
Ирландската конституция, приета чрез референдум през 1937 г. и влизаща в сила на 29 декември 1937 г., заменя генерал-губернатора, който представлява британския монарх. Държавата все пак не е обявена за република и британският монарх продължава да управлява като крал на Ирландската свободна държава, а президентът на Ирландия упражнява символични функции изключително в рамките на страната.
Едва със Закона за Ирландия от 1948 г., подписан на 21 декември 1948 г. и влизащ в сила на 18 април 1949 г., в навечерието на 33-ата годишнина от избухването на Великденското въстание, страната е обявена за република и наречена Република Ирландия. Съгласно този закон международните и дипломатическите функции, поверени преди това на монарха, са предадени на президента на Ирландия, като по този начин окончателно се установява статута му на държавен глава. В съответствие с действащите правила на Британската общност, ирландската държава прекратява членството си в организацията поради декларацията за създаване на република.

## Изборна процедура
За президент може да бъде избран гражданин на Ирландия, който е навършил 35 години. Президентът на Ирландия се избира чрез всеобщо тайно гласуване за срок от 7 години. Лице, което заема или е заемало длъжността президент, може да поиска преизбиране на тази длъжност само веднъж. За да се регистрира, кандидатът за президент трябва да бъде номиниран от поне 20 членове на парламента или от поне 4 градски или окръжни съвета. Настоящ или бивш президент на Ирландия, който е изкарал един мандат, има право да се кандидатира самостоятелно за втори мандат. Ако има само един кандидат, избори не се провеждат и кандидат директно встъпва в длъжност.
Президентските избори трябва да се проведат точно 60 дни преди датата на изтичане на мандата на предшестващия президент, но в случай на отстраняване на президента от длъжност или в случай на смърт, оставка или трайна недееспособност, изборите трябва да се проведат в рамките на 60 дни след това събитие. Президентът встъпва в длъжност в деня ден, след който изтича мандатът на неговия предшественик или възможно най-скоро след отстраняването на неговия предшественик от длъжност или неговата смърт, оставка, трайна недееспособност. Преди това президентските правомощия се упражняват от президентската комисия, състояща се от главен съдия, който е председател на Върховния съд, и лидерите на двете камари на парламента - долната, Дойл Ерен, и горната, Сенад Ерен.

## Резиденция и обръщение
Резиденцията на президента на Ирландия се нарича Áras an Uachtaráin и се намира във Финикс парк в Дъблин. Сградата с 92 стаи първоначално е служила като лятна резиденция на ирландския лорд-лейтенант и резиденция на генерал-губернаторите на Ирландската свободна държава.
Като обръщение към президента титлите „господин“ или „госпожо“ не се използват. Използва се само „президент“ или „Ваше превъзходителство“.

## Списък на президентите
| #  | Име              | Мандат       | Политическа партия |
| -- | ---------------- | ------------ | ------------------ |
| 1. | Дъглас Хайд      | 1938 – 1945  | независим          |
| 2. | Шон Томас О’Кели | 1945 – 1959  | Фиана Файл         |
| 3. | Еймън де Валера  | 1959 – 1973  | Фиана Файл         |
| 4. | Ерскин Чайлдерс  | 1973 – 1974  | Фиана Файл         |
| 5. | Карол О’Дели     | 1974 – 1976  | Фиана Файл         |
| 6. | Патрик Хилери    | 1976 – 1990  | Фиана Файл         |
| 7. | Мери Робинсън    | 1990 – 1997  | независим          |
| 8. | Мери Макалийс    | 1997 – 2011  | независим          |
| 9. | Майкъл Хигинс    | 2011 – наст. | независим          |